# Greatest Hits (álbum de The Cars)
Greatest Hits é uma coletânea com os maiores sucessos da banda estadunidense de pop rock The Cars, lançado em 1985.

## Faixas
Todas as faixas escritas e compostas por Ric Ocasek. 
| N.º | Título                  | Álbum          | Duração |  |
| 1.  | "Just What I Needed"    | The Cars       | 3:43    |  |
| 2.  | "Since You're Gone"     | Shake it Up    | 3:31    |  |
| 3.  | "You Might Think"       | Heartbeat City | 3:04    |  |
| 4.  | "Good Times Roll"       | The Cars       | 3:44    |  |
| 5.  | "Touch and Go"          | Panorama       | 4:54    |  |
| 6.  | "Drive"                 | Heartbeat City | 3:54    |  |
| 7.  | "Tonight She Comes"     | inédita        | 3:52    |  |
| 8.  | "My Best Friend's Girl" | The Cars       | 3:44    |  |
| 9.  | "Heartbeat City"        | Heartbeat City | 4:29    |  |
| 10. | "Let's Go"              | Candy-O        | 3:33    |  |
| 11. | "I'm Not the One"       | Shake it Up    | 3:58    |  |
| 12. | "Magic"                 | Heartbeat City | 3:57    |  |
| 13. | "Shake it Up"           | Shake it Up    | 3:32    |  |